# موشک چوچو!
موشک چوچو! (انگلیسی: ChuChu Rocket!) یک بازی ویدئویی پازل تک‌نفره و چندنفره برای سکو‌های دریم‌کست، گیم بوی ادوانس، آی‌اواس و اندروید می‌باشد که توسط تیم سونیک توسعه و سگا نشر پیدا کرده است.
این بازی اولین بازی معروفی با امکان بازی برخط می‌باشد که بر روی تقریباً تمام کنسول‌ها اجرا می‌شد.

## گیم‌پلی
چوچو راکت! یک بازی پازل اکشن است که در آن بازیکن باید موش‌های فضایی به نام چوچوز را به سمت راکت هدایت کند، در حالی که از گربه‌های خطرناک کاپوکاپوز دور نگه می‌دارد.
بر اساس دفترچه راهنمای بازی، چوچوز در یک پایگاه فضایی زندگی می‌کنند که ناگهان توسط کاپوکاپوز مورد حمله قرار می‌گیرد. در این آشفتگی، چوچوز به طور بی‌هدف شروع به دویدن می‌کنند و بازیکن باید با استفاده از فلش‌های جهت‌دار، آن‌ها را به راکت‌های نجات هدایت کند.
مکانیک بازی به این صورت است که چوچوز و کاپوکاپوز همیشه در خط مستقیم حرکت می‌کنند و در برخورد با دیوارها به سمت راست می‌پیچند. بازیکن می‌تواند روی زمین فلش‌های چهار جهت (بالا، پایین، چپ، راست) قرار دهد تا مسیر حرکت آن‌ها را تغییر دهد. هر بازیکن حداکثر می‌تواند ۳ فلش همزمان روی صفحه قرار دهد و با گذاشتن فلش چهارم، قدیمی‌ترین فلش ناپدید می‌شود. فلش‌ها پس از مدتی محو می‌شوند و اگر یک کاپوکاپو دو بار روی یک فلش قدم بگذارد، آن فلش از بین می‌رود.
این بازی ترکیبی از سرعت، برنامه‌ریزی و شانس است که چالش‌های منحصربه‌فردی ایجاد می‌کند.